# Culverstone Green
Culverstone Green – osada w Anglii, w Kent. Leży 14,1 km od miasta Maidstone, 51,6 km od miasta Canterbury i 35,9 km od Londynu. W 2001 miejscowość liczyła 4005 mieszkańców.